# Aton
Pour les articles homonymes, voir Aton (homonymie).
Cet article possède un paronyme, voir Atton (homonymie).
Pour l’article ayant un titre homophone, voir Aaton Digital.
Aton est un dieu solaire de l'Égypte antique. Il est surtout connu comme un dieu éphémère de la mythologie égyptienne du Nouvel Empire durant le règne d'Amenhotep IV qui prit le nom d'Akhenaton (ȝḫ n Jtn, « Éclat d’Aton » ou, en l'absence du déterminatif : « Utile à Aton ») (v. -1353 à -1337).
Son origine est bien plus ancienne en tant que principe visible du dieu Atoum-Rê comme en témoignent les textes des pyramides de la fin de l'Ancien Empire. Au Nouvel Empire, Thoutmôsis III s'était placé sous sa protection et Amenhotep III, dont l'une des épithètes était « Rayonnement d'Aton », avait encouragé le culte du dieu.

## Culte d'Aton

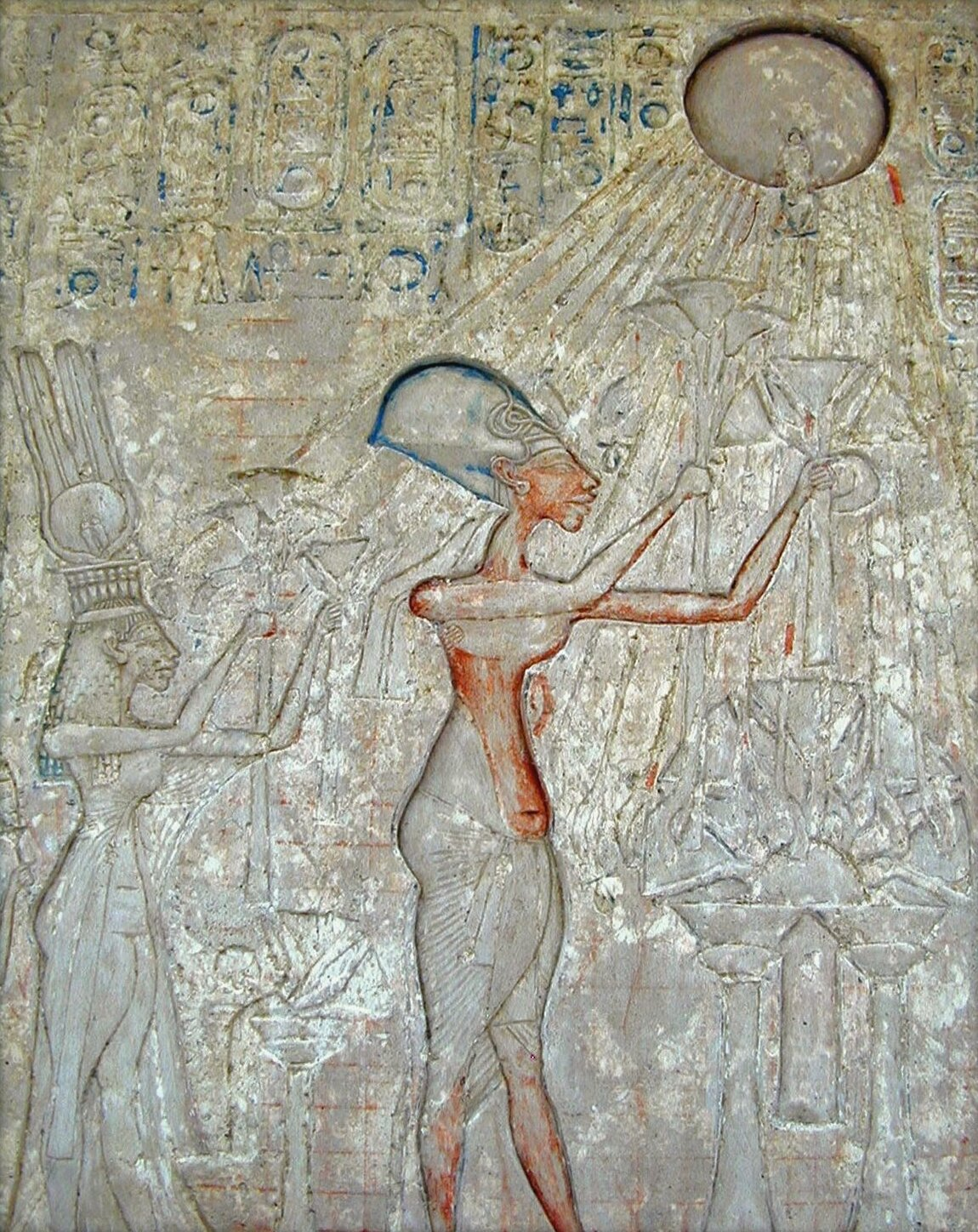
Bas-relief représentant (de droite à gauche) Akhenaton, Néfertiti et deux de leurs filles célébrant le culte d'Aton représenté sous la forme d'un disque solaire coiffé de l'uræus et d'où s'échappent des rayons solaires terminés par des mains.

Akhenaton va progressivement d'abord, puis plus brutalement ensuite, imposer la première religion hénothéiste connue de l'histoire, privilégiant le culte du disque solaire Aton.
Le culte d'Aton, considéré comme le premier monothéisme attesté du monde par certains, ce qui est contesté par d'autres, pour qui il s'agirait plutôt d'un hénothéisme ou d'une monolâtrie, aura duré environ dix-huit ans.
On attribue souvent cette révolution culturelle et religieuse au seul Akhenaton, mais il semble qu'il n'ait fait qu'imposer une tendance née durant le règne de son père, Amenhotep III. Nicolas Grimal parle d'une « solarisation » des principaux dieux sous ce roi et le culte exclusif du Disque solaire en serait l'aboutissement logique.
Pour Akhenaton, ce dieu est à la fois physique et spirituel. Il est l'astre solaire qui est au centre de notre système, et l'esprit qui rayonne. « C'était le Dieu tutélaire, solaire et spirituel à la fois, irradiant de sa chaleur et de sa lumière dans tous les êtres ».

#### Bases de données et dictionnaires
- Ressource relative aux beaux-arts :   - British Museum
- Notices dans des dictionnaires ou encyclopédies généralistes :   - Britannica
  - Den Store Danske Encyklopædi
  - Internetowa encyklopedia PWN
  - Universalis
- Notices d'autorité :   - VIAF
  - IdRef
  - LCCN
  - GND
  - Israël
  - WorldCat